# Миснеры
Мисне́ры (чув. Миснер) — деревня, расположенная в Чебоксарском районе Чувашской республики. Входит в состав Шинерпосинского сельского поселения. 
Основное население - чуваши.

## История
Населяли деревню до 1866 г. государственные крестьяне. Основными занятиями были: земледелие, животноводство, лозоплетение. 

## География
Ближайшие населённые пункты:
д. Большое Князь-Теняково ~ 1 км
д. Мерешпоси ~ 1,5 км
д. Малое Князь-Теняково ~ 2 км
д. Большой Чигирь ~ 3 км
д. Авдан-Сирмы ~ 2,4 км
д. Толиково ~ 2,7 км
г. Чебоксары ~ 15 км

## Население
| 2010 | 2012 |
| ---- | ---- |
| 16   | ↗19  |

## Фотогаларея

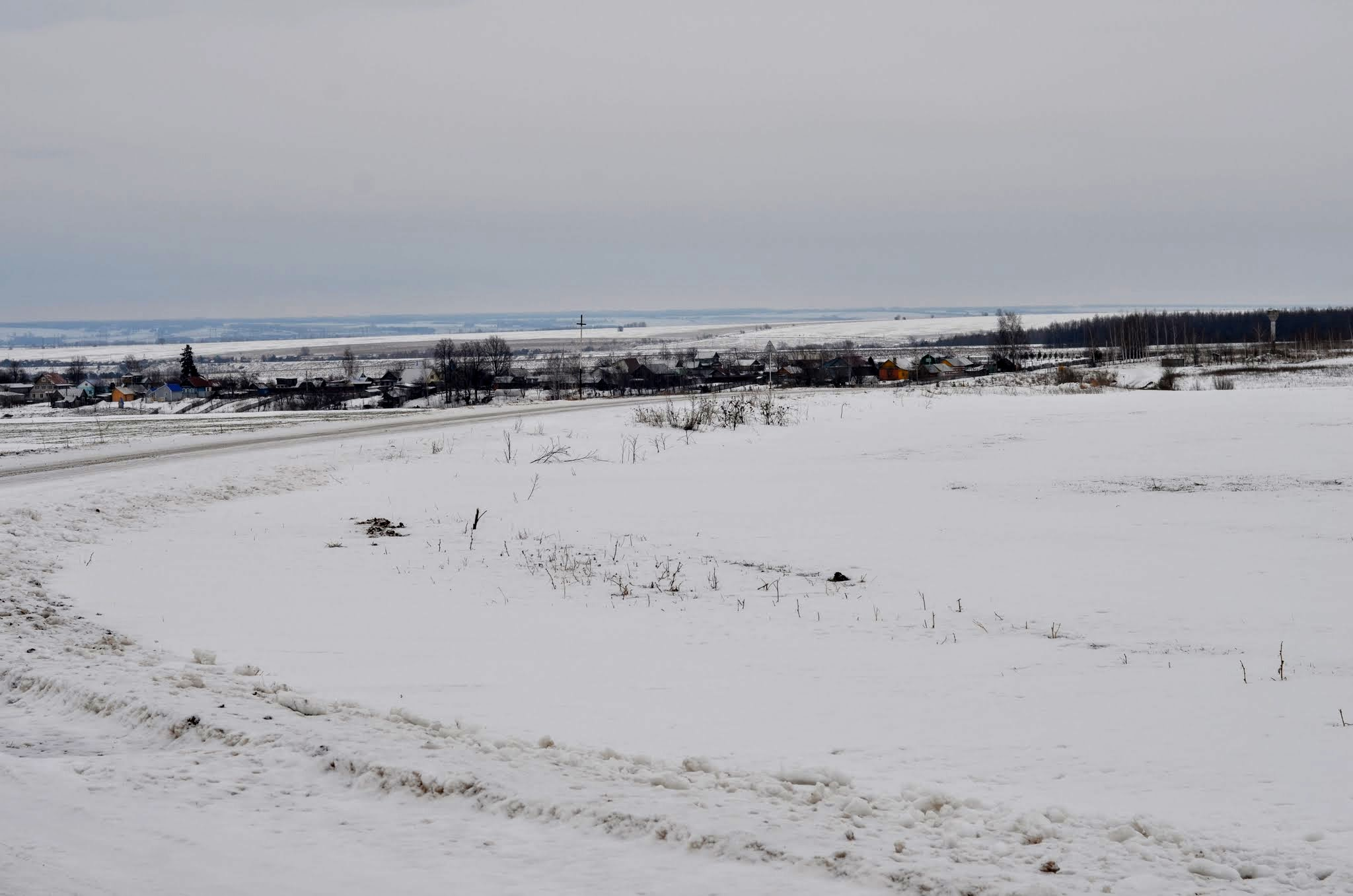
Вид на деревню с северо-западной стороны с дороги. Январь 2014
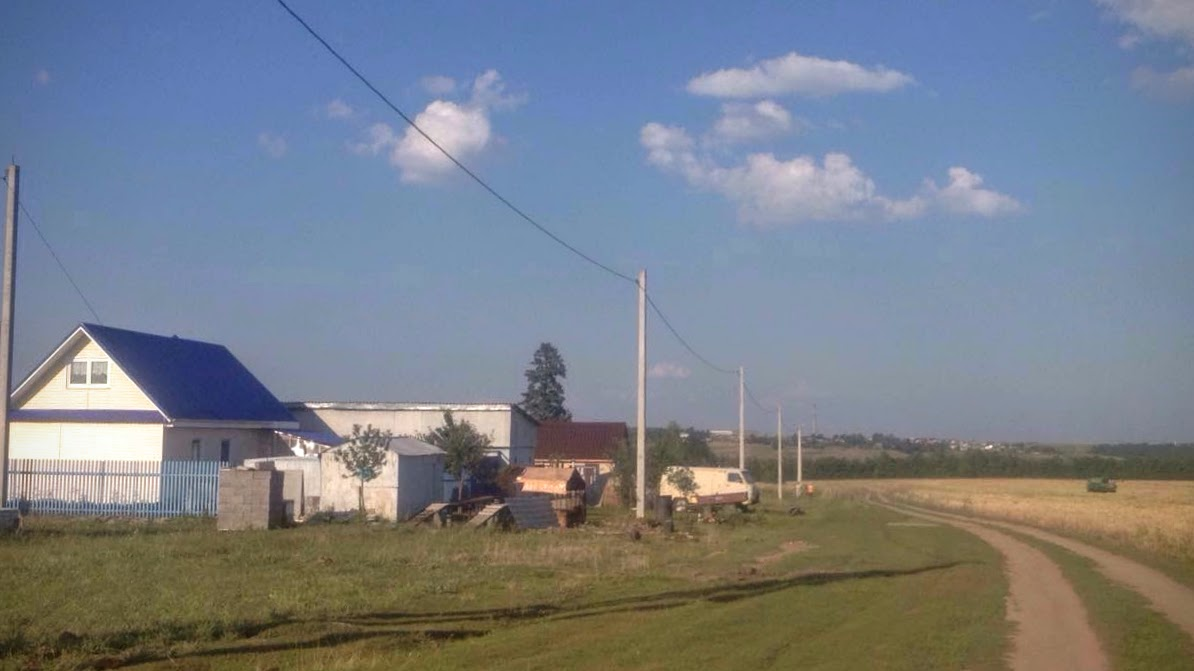
Вид с южной стороны. Август 2016